# Wulfila spatulatus
Wulfila spatulatus là một loài nhện trong họ Anyphaenidae.
Loài này thuộc chi Wulfila. Wulfila spatulatus được Frederick Octavius Pickard-Cambridge miêu tả năm 1900.